# Safia Elmi Djibril
Safia Elmi Djibril, née en 1963, est une femme politique djiboutienne et militante des droits des femmes, et s'opposant notamment aux mutilations génitales féminines.
Elle est membre de l'Assemblée nationale du parti Rassemblement populaire pour le progrès, qui fait partie de la coalition au pouvoir, l'Union pour la majorité présidentielle.

## Carrière politique
Safia Elmi Djibril a débuté en politique grâce à son travail sur les programmes de santé de Djibouti.
Elle est une opposante de longue date aux mutilations génitales féminines et à d'autres pratiques traditionnelles préjudiciables aux femmes et aux enfants,,,.

### Assemblée nationale
Djibril est membre de l'Assemblée nationale du parti Rassemblement du peuple pour le progrès, qui est affilié à la coalition au pouvoir, l'Union pour la majorité présidentielle. Elle représente Quartier 7, un quartier de la capitale Djibouti.
Elle a été élue pour la première fois lors des élections parlementaires djiboutiennes de 2008, rejoignant un petit nombre d'autres femmes dans la chambre, dont Aïcha Mohamed Robleh et Hasna Barkat Daoud.
Djibril fait partie d'une vague de femmes qui sont entrées sur la scène politique djiboutienne ces dernières années. Alors qu'il n'y avait pas de femmes au parlement de Djibouti en 2000, la loi exige désormais qu'au moins 25 % des parlementaires soient des femmes, un seuil qui a été presque atteint lors des élections de 2018,,.
En 2019, Djibril a aidé à former un caucus de femmes au sein de la législature.
Elle officie en tant deuxième vice-présidente du cabinet du président Ismaïl Omar Guelleh et membre de la Haute Cour de justice,,.

### Organisations panafricaines
Djibril continue d'agir pour la santé des femmes et des enfants. Elle est vice-présidente du Comité interafricain sur les pratiques traditionnelles affectant la santé des femmes et des enfants, représentant la première dame de Djibouti, Kadra Mahamoud Haid,.
Elle est membre du Parlement panafricain, ayant occupé le poste de vice-présidente de l'organe jusqu'en 2018. Elle a également évolué au sein du Caucus des femmes du Parlement panafricain.